# Pöttyös utca (Metró Budapest)
Pöttyös utca ist eine 1980 eröffnete Station der Linie M3 der Metró Budapest und liegt zwischen den Stationen Határ út und Ecseri út.
Die Station wurde 2019–2020 renoviert und befindet sich im IX. Budapester Bezirk (Ferencváros).

## Galerie

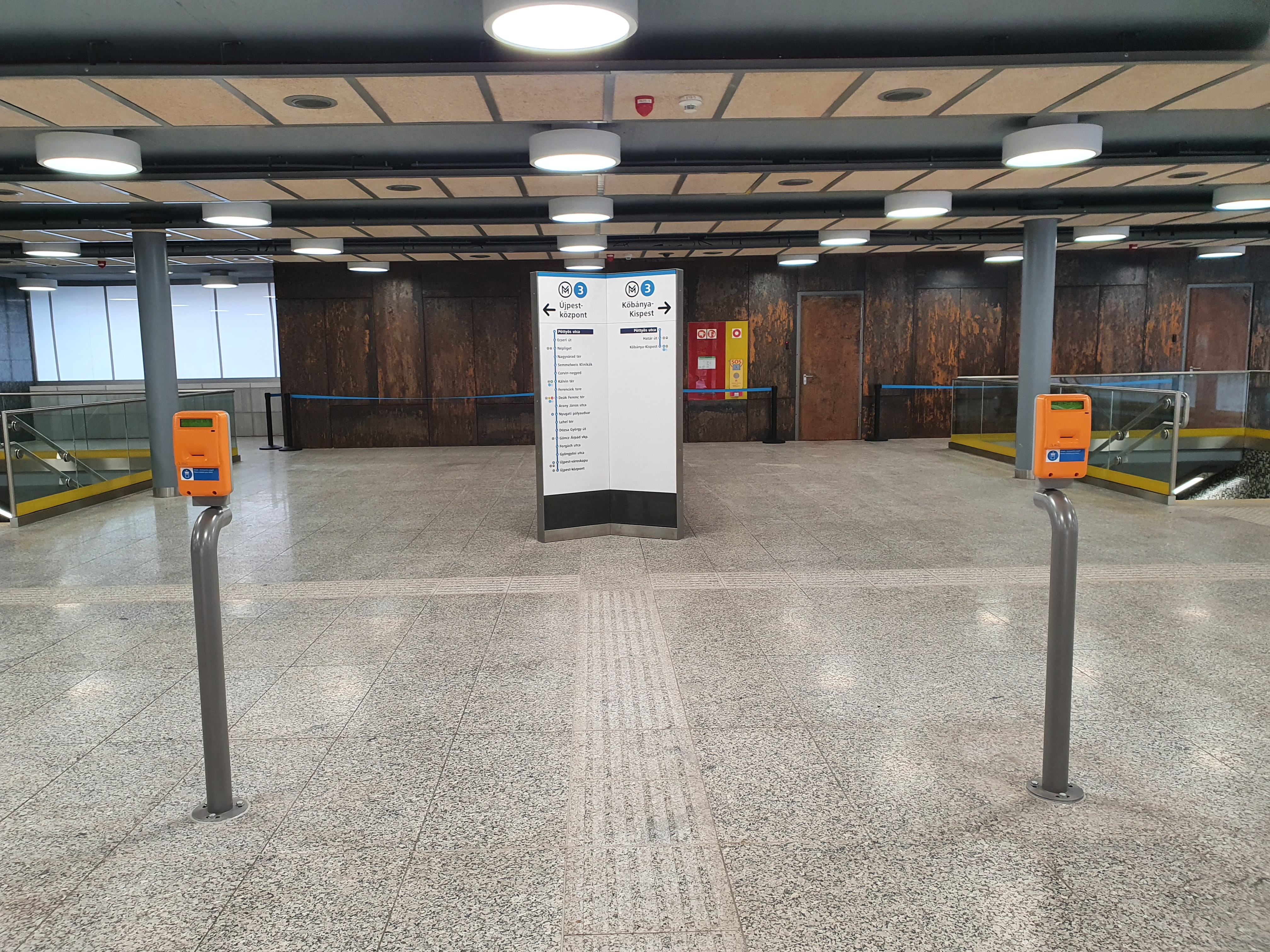
Entwerter
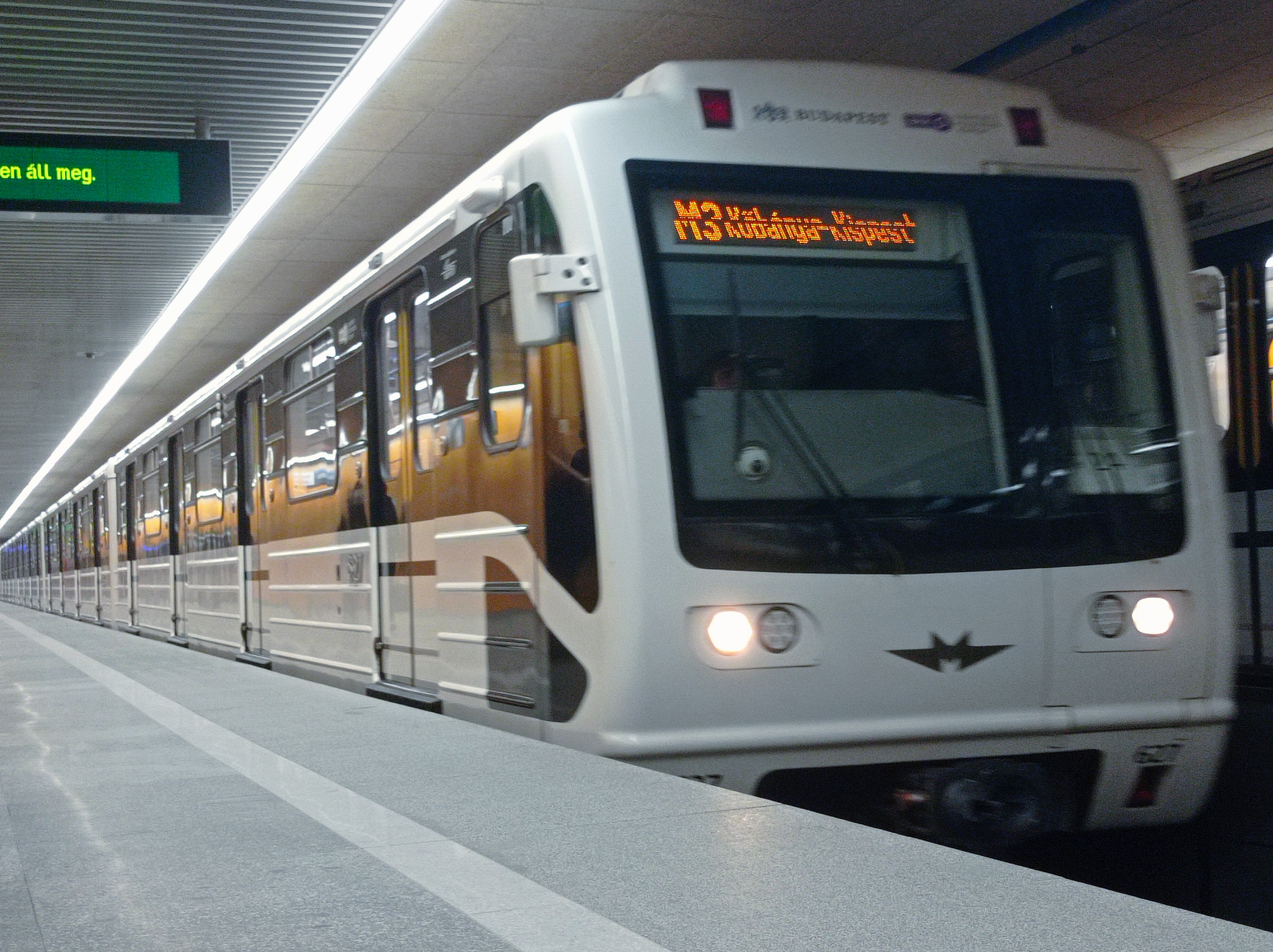
Einfahrender Zug